# 21685 Francomallia
21685 Francomallia (1999 RL35) là một tiểu hành tinh vành đai chính được phát hiện ngày 11 tháng 9 năm 1999 bởi G. Masi ở Ceccano.